# Klappe (Filmfestival)

Logo des Festivals

Die Klappe ist ein alle zwei Jahre in Salzburg stattfindendes Filmfestival für Erstfilme junger Filmschaffender aus dem deutschsprachigen Raum. 
Das Festival zeigt Erstlingswerke von Regisseurinnen und Regisseuren im Alter von 12 bis 22 Jahren. Alle eingereichten Filme werden ins Programm aufgenommen; eine Vorgehensweise, die nur wenige Jugendfilmfestivals wie etwa auch das indische Bring Your Own Film Festival praktizieren. Eine jugendliche Vorjury wählt die Filme des Wettbewerbs. Eine Fachjury, eine Jugendjury und das Publikum entscheiden über die Preisvergabe. Der höchstdotierte Filmpreis ist die Große Klappe.
Die Klappe wurde 1999 gegründet und findet seitdem alle ungeraden Jahre statt. Das Hauptprogramm dauert in der Regel zwei Tage. Zusätzlich werden Nebenprogramme gezeigt, 2005 etwa eine Auswahl des Wiener Kurzfilmfestivals Vienna Independent Shorts.
Als Veranstalter treten Aktion Film Salzburg, offscreen – offenes film forum salzburg, Studio West und der Verein Spektrum auf.